# ناخرات الخشب
ناخرات الخشب (الاسم العلمي: Xyloiuloidea)، فصيلة عليا منقرضة من ألفية الأرجل التي كانت موجودة من العصر الديفوني الأدنى خلال عصر البنسلفاني العلوي في أوروبا وأمريكا الشمالية.